# Euphorbia taboraensis
Euphorbia taboraensis là một loài thực vật có hoa trong họ Đại kích. Loài này được A.Hässl. mô tả khoa học đầu tiên năm 1931.